# Dordrecht
Dordrecht er en kommune i den sydvestlige del af Holland med et indbyggertal på 121.434 (2023). Den ligger sydøst for Rotterdam i den sydligste del af provinsen Sydholland og omfatter hele øen Dordrecht. Den indgår i en lokal konurbation kaldet Drechtsteden med omkring 280.000 indbyggere (2021), som udgør den sydligste del af Randstad. Dordrecht er den ældste by i Holland.

## Billedgalleri
- Dordrecht
- Kirke